# Megumi Takase
Megumi Takase (高瀬愛実, Takase Magumi, nascida em 10 de novembro de 1990, em Kitami) é uma futebolista japonesa que atua como atacante.